# Рене Лалу
Рене Лалу (13 липня 1929 — 14 березня 2004) — французький аніматор і режисер.

## Біоґрафія
Народився у Парижі, у 1929 році. Пішов до школи мистецтв, де вивчав живопис. Працював у рекламному бізнесі, після чого отримав роботу у психіатричному закладі, де експериментував з анімацією із хворими. Саме там, у 1960-х роках, він і намалював «Зуби Мавпи» (Les Dents du Singe) разом зі студією Поля Ґрімо. Він малював по сценарію, що його написали хворі Кур-Шеверні.
Він працював і з Роландом Топором, з яким він створи «Мертвий Час» (Les Temps Morts, 1964), «Равлики» (Les Escargots, 1965) і його найвідомішу роботу, «Дику планету» (La Planète Sauvage, 1973).
Лалу працював і з Жаном Жиро (Mœbius), з яким виконав менш відомий фільм «Володарі часу» (Les Maîtres du temps, 1982). Фільм «Ґандагар» випустили в прокат у США під назвою «Light Years» у 1988 році. Американську версію дублював Гарві Вайнштайн, а сценарій адаптував Айзек Азімов. Штатівська версія не була такою ж успішною, як французька, і зібрала лише $400,000.
Лалу помер від серцевого нападу 14 березня 2004 року.

## Фільмоґрафія
Повнометражні фільми
- Фантастична планета (1973)
- Володарі часу (1982)
- Ґандагар (1988) (видано в США в скороченій версії під назвою «Світлові роки» (Light Years))

Короткометражні фільми
- Tick-Tock (1957)
- Les Achalunés (1958)
- The Monkey's Teeth (Les Dents du singe) (1960)
- Dead Times (Les Temps morts) (1964)
- The Snails (Les Escargots) (1965)
- The Play (1975)
- Quality Control (1984)
- How Wang-fo Was Saved (Comment Wang-Fo fut sauvé) (1987)
- The Captive (La Prisonnière) (1988)
- Eye of the Wolf (L'Œil du loup) (1998) (screenwriter only)